# Kiougou-Namounou
Ne doit pas être confondu avec Kiougou-Kandaga ou Kiougou-Douré.
Kiougou-Namounou est une localité située dans le département de Comin-Yanga de la province du Koulpélogo dans la région Centre-Est au Burkina Faso.

## Démographie
| 2003 | 2006 | 2012 |
| ---- | ---- | ---- |
| 182  | 187  | -    |

## Santé et éducation
Le centre de soins le plus proche de Kiougou-Namounou est le centre de santé et de promotion sociale (CSPS) de Kiougou-Kandaga tandis que le centre médical avec antenne chirurgicale (CMA) se trouve à Ouargaye.
Le village ne possède pas d'école primaire, les élèves devant se rendre à Kiougou-Kandaga.